# 上茶路
上茶路（かみちゃろ）は、北海道白糠郡白糠町の町丁。郵便番号は088-0343。

## 地理
白糠市街から北西に約27キロ、道東自動車道の白糠インターチェンジから北西に約9キロメートルほどの位置に所在する。

### 河川
- 茶路川

## 歴史

### 炭鉱開坑以前
1911年（明治44年）、上茶路原野には特別教授場、殖民道路の開通、駅逓所の設置などが相次いだことにより入植者が増加し、1923年（大正12年）時点で既に100戸以上が存在した。下流の茶路にある加利庶炭鉱などは開発されていたが、上茶路の炭層は輸送手段の確保の問題で長らく開発されないままとなっていた。

### 上茶路炭鉱の開坑
1947年（昭和22年）より付近の地質調査などを行っていた雄別炭礦は1957年（昭和32年）、国鉄白糠線の着工により輸送手段が確保されることが確実となったことで開坑の準備を始める。1964年（昭和39年）4月29日に開坑式が行われ、同年10月2日には白糠線が上茶路駅まで開業。1966年（昭和41年）4月より営業採炭を開始する。当炭鉱は無駄を省いた近代的な新鉱として期待を集めた。選炭設備は暫定的に王内炭鉱（1963年閉山）のものを再利用した。

### 企業ぐるみ閉山
上茶路炭鉱の開坑に前後して雄別炭礦は1963年（昭和38年）から1967年（昭和42年）にかけて雄別炭鉱は系列炭鉱唯一の原料炭炭鉱である茂尻炭鉱に新立坑を設置する大規模な設備投資を行った。しかし、上茶路、茂尻ともに予想に反して出炭量が増えなかったうえに系列の雄別炭鉱、尺別炭鉱の出炭量も様々な悪条件が重なったことで減少、急激に収支が悪化した。雄別、尺別、茂尻の3山の労働組合は会社が閉山を持ち出す前の1969年（昭和44年）1月から閉山阻止闘争を開始する。会社側は雄別炭鉱は茂尻炭鉱の分離などで経営合理化を図るが、同年4月2日にその茂尻炭鉱で19人が死亡する爆発事故が発生する。翌5月に茂尻炭鉱を分離したものの茂尻炭鉱への多額の投資は回収できないままであり、雄別炭鉱の累積赤字は46億円にまで達して経営は極めて深刻な状態となった。雄別炭礦は尺別炭砿を閉山し、雄別、上茶路の2山に加え戦時中に僅かに産出されたのみである北陽鉱区を住友石炭鉱業から譲り受けて開発する再建計画を1970年（昭和45年）1月21日、通産省に提出するが、鉄鋼用の原料炭でなく一般炭の炭鉱のみを抱える雄別炭礦の救済が行われることはなかった。労働組合側も通産省の斡旋により良い退職条件が確保されたことなどから閉山を受け入れ、1970年（昭和45年）2月27日に雄別炭礦は会社解散、上茶路炭鉱は僅か6年で閉山となった。かくして多量の石炭を残しながら上茶路炭鉱は閉山となった。

### 閉山後
閉山後の1972年（昭和47年）9月8日には白糠線が北進駅まで延伸する。1976年（昭和51年）には再利用できないドリゾール建材の炭鉱住宅約百戸が青少年旅行村に転用された。1983年（昭和58年）10月23日には白糠線が廃止となりバス転換される。

## 年表
- 1911年（明治44年） - 上茶路に特別教授場、駅逓所、殖民道路などが設けられる[2]。
- 1964年（昭和39年）4月29日 - 上茶路炭鉱の開坑式が行われる[4]。
  - 10月2日 - 白糠線が上茶路駅まで開業[4]。
- 1970年（昭和45年）2月27日 - 上茶路炭鉱が閉山[5][7]。
- 1972年（昭和47年）9月8日 - 白糠線が北進駅まで延伸する[9][10]。
- 1976年（昭和51年） - 青少年旅行村が設置される[4][11][12]。
- 1983年（昭和58年）10月23日 - 白糠線が廃止[10]。
- 1975年（昭和50年）3月31日 - 白糠町立上茶路中学校が閉校[14]。
- 1976年（昭和51年）3月31日 - 白糠町立上茶路小学校が閉校[15]。

## 小・中学校の校区
公立小中学校に通う場合、校区は以下の通りとなる。
|        | 小学校             | 中学校             |
| ------ | ------------------ | ------------------ |
| 上茶路 | 白糠町立茶路小学校 | 白糠町立茶路中学校 |

## 施設

### 学校

#### 小学校
- 白糠町立上茶路小学校 - 1911年（明治44年）5月前身となる上茶路第一特別教授場が開校する[2][17]。1976年（昭和51年）3月31日に白糠町立北進小学校に統合され閉校[15]。

#### 中学校
- 白糠町立上茶路中学校 - 1975年（昭和50年）3月31日に白糠町立北進中学校に統合され閉校[14]。

## 交通

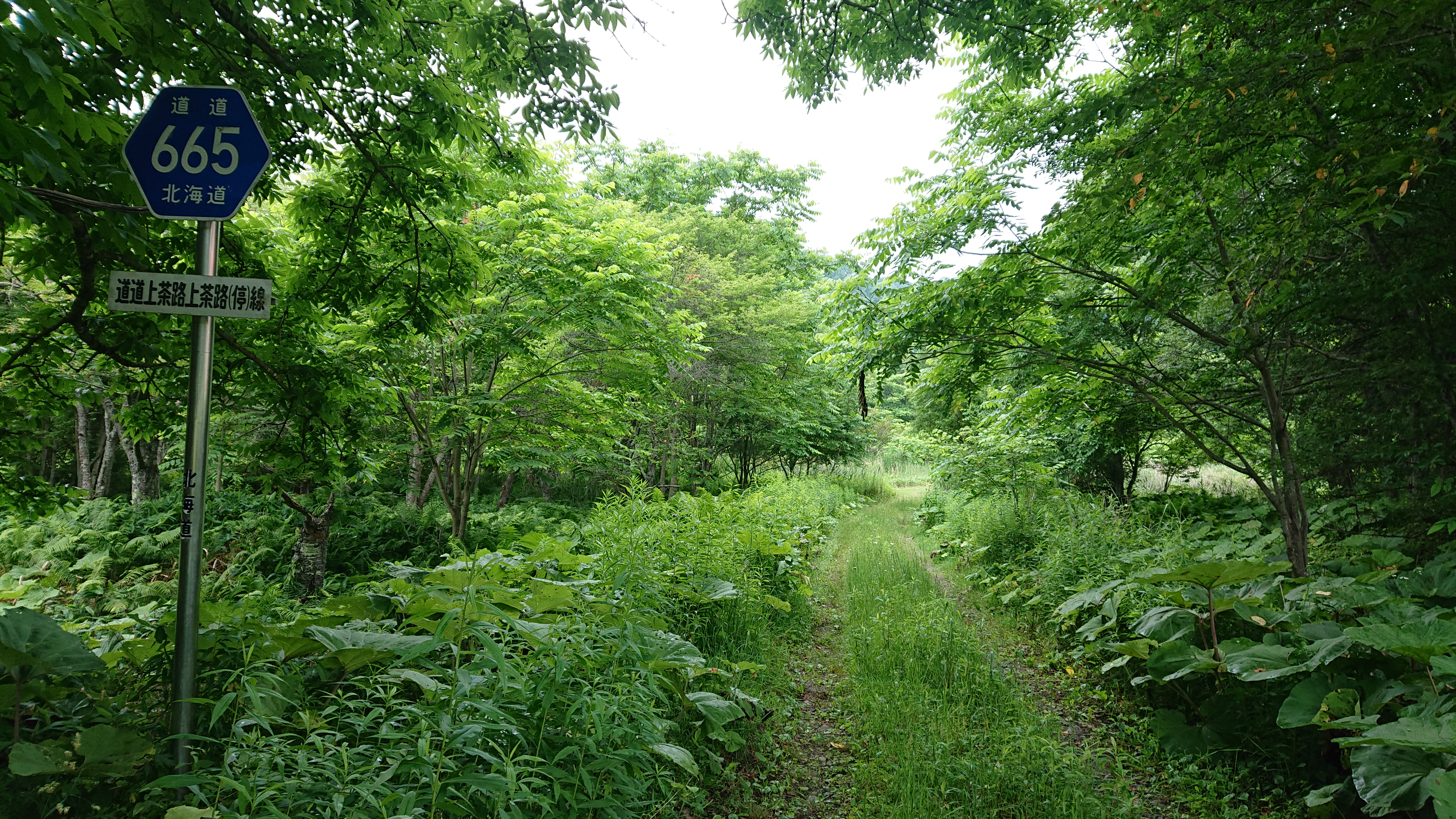
北海道道665号上茶路上茶路停車場線（上茶路駅入口）

### 道路
- 国道392号
- 北海道道665号上茶路上茶路停車場線

### 過去の交通
- 白糠線（上茶路駅）